# Starkenburger Hütte
Die Starkenburger Hütte ist eine Schutzhütte der Sektion Darmstadt-Starkenburg des Deutschen Alpenvereins in den Stubaier Alpen in Tirol. Sie liegt auf einer Höhe von 2237 m ü. A. und bietet einen beeindruckenden Blick auf den gegenüberliegenden Serleskamm sowie den gesamten Stubaier Hauptkamm.
Der Zustieg kann von Fulpmes oder Neustift in etwa 3½ Stunden erfolgen; bei Benutzung des Kreuzjochlifts verkürzt sich der Zustieg auf 1½ Stunden. Von der Starkenburger Hütte sind direkte Übergänge zur Franz-Senn-Hütte und zur Adolf-Pichler-Hütte möglich. Die Hütte liegt direkt am Zentralalpenweg sowie am Stubaier Höhenweg.

## Touren

### Übergänge
- Franz-Senn-Hütte (2147 m), Gehzeit 6½ Stunden
- Adolf-Pichler-Hütte (1977 m), Gehzeit 2½ Stunden
- Schlickeralm (1616 m), Gehzeit 2¼ Stunden

### Gipfelbesteigungen
- Hoher Burgstall (2611 m), Gehzeit 1 Stunde
- Gamskogel (2659 m), Gehzeit 2 Stunden

## Karte
- Alpenvereinskarte 1:50.000, Blatt 31/5, Innsbruck und Umgebung

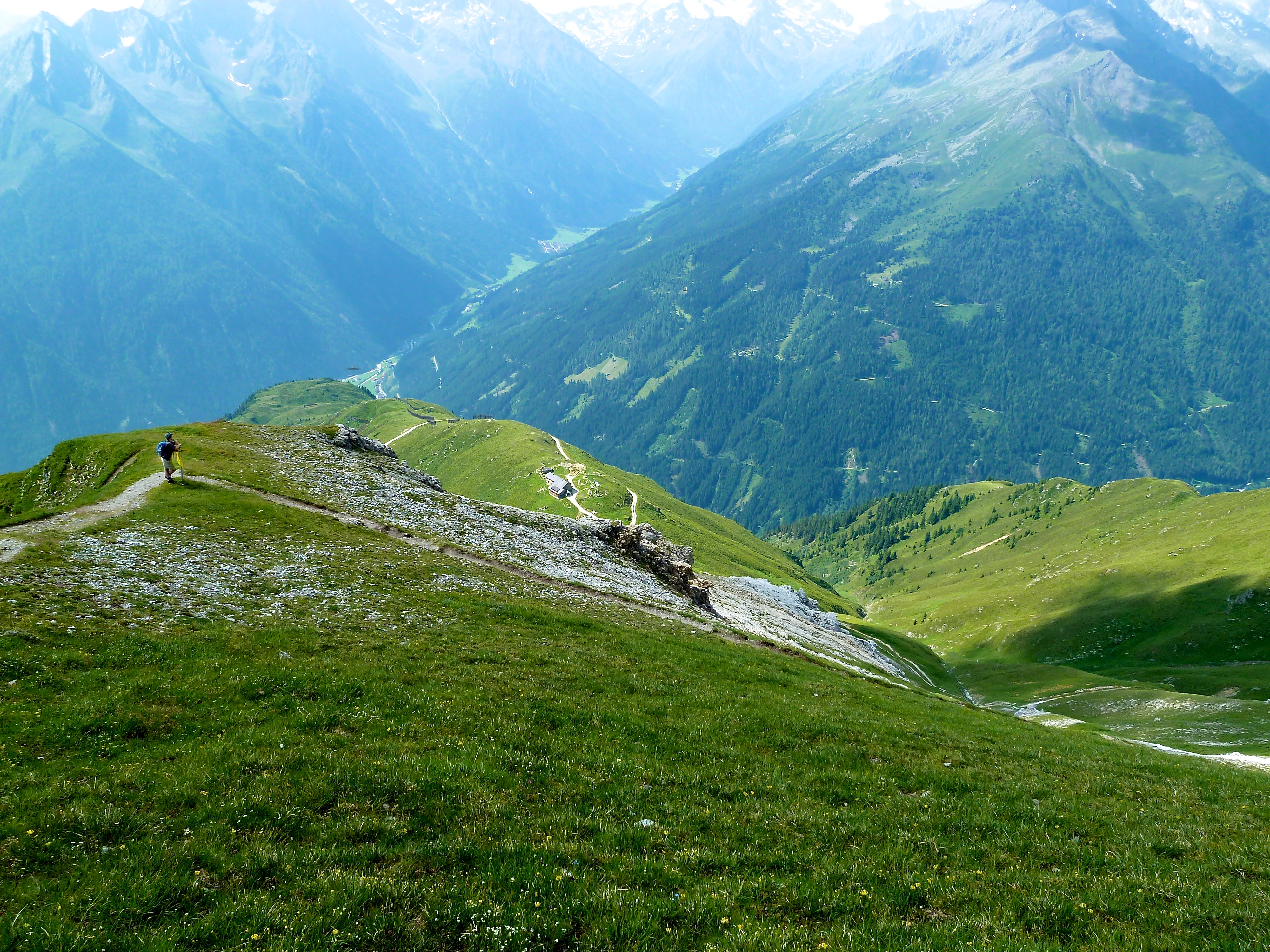
Blick von oberhalb auf die Starkenburger Hütte
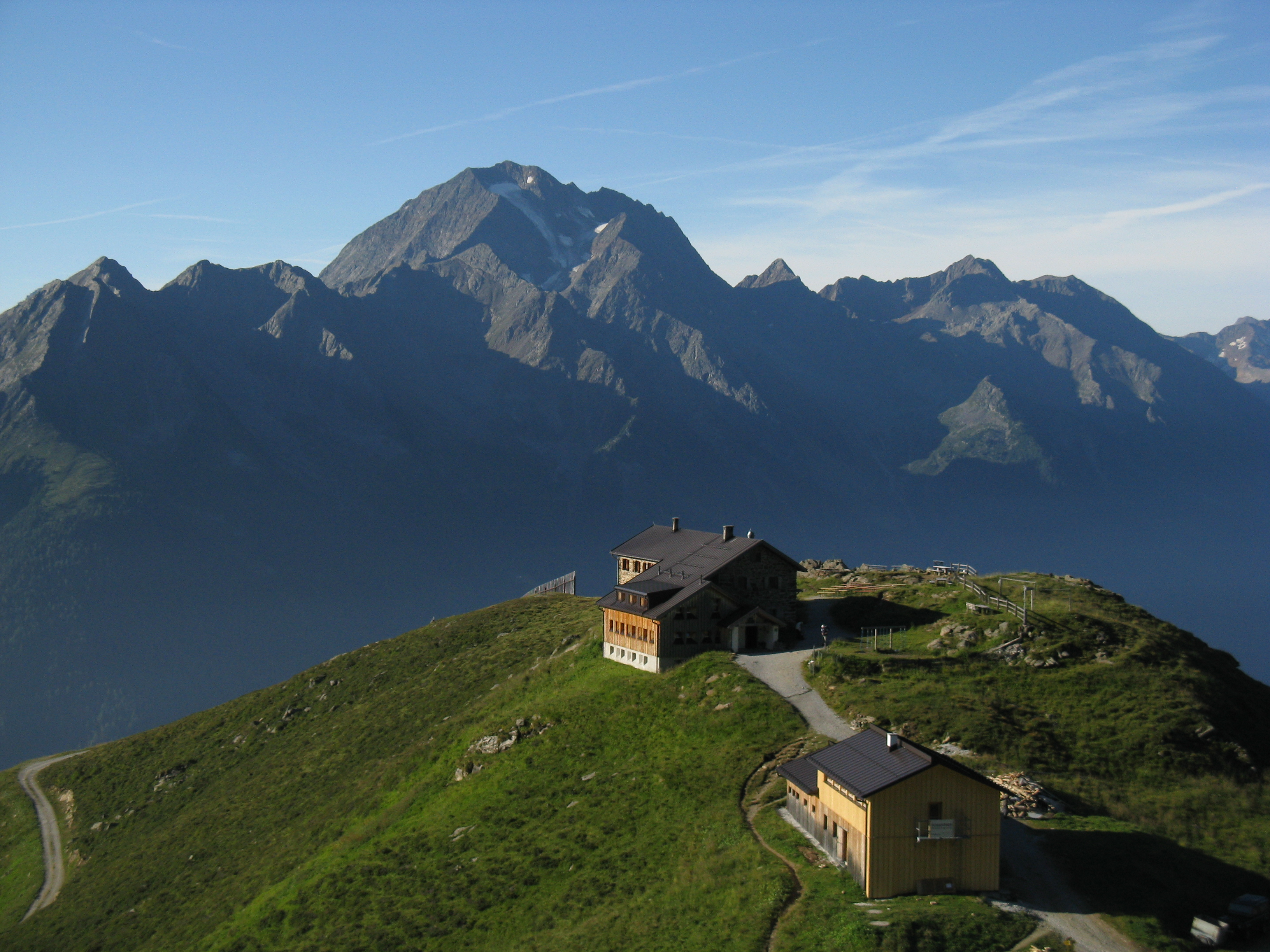
Die Starkenburger Hütte mit dem Habicht im Hintergrund
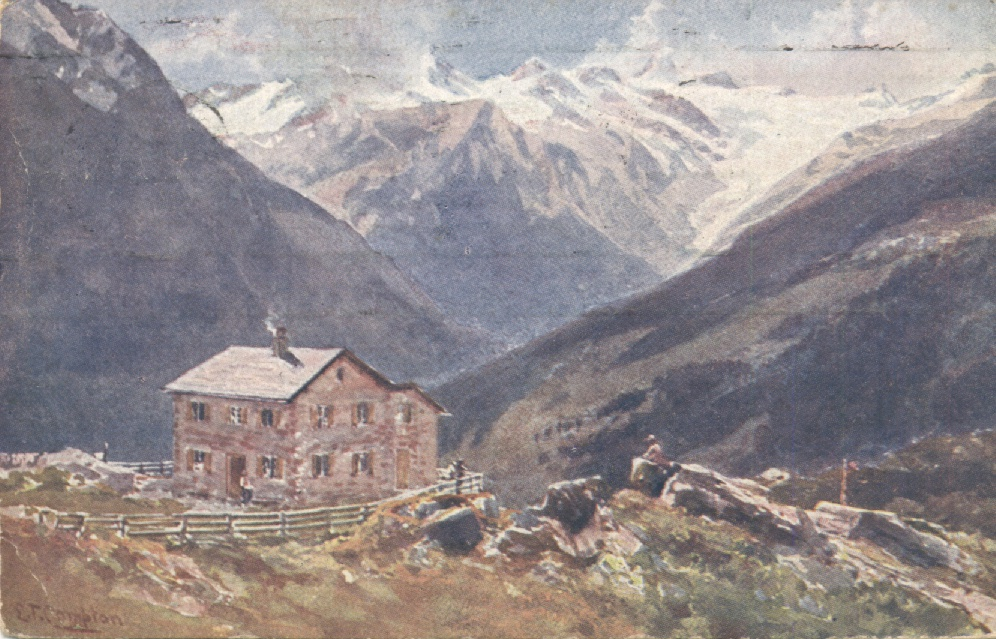
Starkenburger Hütte, Postkarte, gelaufen 1908